# 레이크스주

레이크스 주의 위치

레이크스주(영어: Lakes)는 남수단을 구성하는 10개 주 가운데 하나로, 남수단 중부에 위치한다. 주도는 룸베크이며 인구는 567,329명(2006년 기준), 면적은 40,235km2이다.